# هيرواكي أندو
هيرواكي أندو (باليابانية: 安藤 寛明) (24 يونيو 1986 في كاناغاوا في اليابان – )؛ هو لاعب كرة قدم سابق كان يلعب كمدافع.

## وصلات خارجية
- هيرواكي أندو على موقع Soccerway.com (الإنجليزية)